# La Bolghera
La Bolghera, già Giro della Bolghera, è una corsa in linea maschile di ciclismo su strada che si disputa ogni marzo nel quartiere Bolghera a Trento, in Italia. Aperta ai ciclisti "Elite" e "Under-23", è inserita nel calendario nazionale come gara di classe 1.19 UCI (gara regionale).

## Storia
La prima edizione della gara si disputò nel 1927 e fu vinta da Rizieri Brunialti. Nelle prime edizioni veniva disputata due volte l'anno, una in primavera e una in autunno. Dal 1949 la manifestazione, organizzata dal Veloce Club Trentino, acquistò il ruolo di classica di apertura di stagione con la data della prima domenica di primavera. La prima edizione del nuovo ciclo, col nome di Gran Premio Ignis, fu vinta da Vasco Modena su Gazzini e Angelo Martini. In questa formula venne ripetuta fino al 1972 e poi sospesa per ragioni di traffico.
L'organizzazione fu quindi ripresa nel 1986 dal "Club Ciclistico Francesco Moser" per le diverse categorie (Elite/Under-23 e Allievi). Per la categoria Juniores prende il nome di "Trofeo Martiri Trentini".  
Causa la pandemia di COVID-19 la gara del 2020 non venne disputata, e quella del 2021, 111 edizione intitolata ad Aldo Moser, si corse in maniera straordinaria in autunno. 

## Percorso
La corsa ciclistica si snoda tradizionalmente su un percorso ad anello che si sviluppa lungo le strade del rione Bolghera di Trento. Il percorso prevede la partenza da via Vicenza, poi piazza Vicenza, via Gorizia, via Giocciadoro, salita Bellevue, e rientro in via Vicenza per un totale di 2,8 km, da ripetere più volte in base alla categoria: Allievi 15 volte, per un totale di 42 km, Juniores 23 volte, per un totale di 64 km, e Dilettanti Elite/Under-23, 35 volte per un totale di 98 km.

## Albo d'oro
Aggiornato all'edizione 2017.
| Anno                                 | Vincitore                    | Secondo           | Terzo                   |
| ------------------------------------ | ---------------------------- | ----------------- | ----------------------- |
| 1927                                 | Rizieri Brunialti            |                   |                         |
| 1928                                 | Rizieri Brunialti            |                   |                         |
| 1930                                 | Ermanno Moser Gino Rosanelli |                   |                         |
| 1933                                 | Italo Condini                |                   |                         |
| 1934                                 | Ottorino Ferrari             |                   |                         |
| 1937                                 | Lino Dorigatti               |                   |                         |
| 1938 (1)                             | Ottorino Caliaro             |                   |                         |
| 1938 (2)                             | Cesare Tomasi                |                   |                         |
| 1939                                 | Sergio Tomarelli             |                   |                         |
| 1940                                 | Valerio Berteotti            |                   |                         |
| 1941 (1)                             | Angelo Martini               |                   |                         |
| 1941 (2)                             | Cesare Tomasi                |                   |                         |
| 1942 (1)                             | Giannino Piccolroaz          |                   |                         |
| 1942 (2)                             | Bruno Battistata             |                   |                         |
| 1943                                 | Angelo Menon                 |                   |                         |
| 1945                                 | Giannino Piccolroaz          |                   |                         |
| 1946                                 | Giannino Piccolroaz          |                   |                         |
| 1947 (1)                             | Carlo Eccher                 |                   |                         |
| 1947 (2)                             | Carlo Dal Ri                 |                   |                         |
| 1948 (1)                             | Luigi Berteotti              | Italo Condini     | Michelotti              |
| 1948 (2)                             | Giulio Rigotti               | Livio Albertini   | Carlo Rover             |
| Bolghera - Gran Premio Ignis         |                              |                   |                         |
| 1949                                 | Vasco Modena                 | Luigi Gazzini     | Angelo Martini          |
| 1950                                 | Francesco Fogal              | Vasco Modena      | Antonio Pastro          |
| 1951                                 | Giuseppe Pintarelli          | Francesco Fogal   | Livio Postal            |
| 1952                                 | Otello Gola                  |                   |                         |
| 1953                                 | Francesco Fogal              |                   |                         |
| 1954                                 | Adriano Zamboni              | Aldo Moser        |                         |
| 1955                                 | Danilo Casari                |                   |                         |
| 1956                                 | Giovanni Zago                |                   |                         |
| 1957                                 | Bruno Brasolin               |                   |                         |
| 1958                                 | Benito De Marchi             |                   |                         |
| 1959                                 | Armando Calliari             |                   |                         |
| 1960                                 | Virginio Greco               |                   |                         |
| 1961                                 | Dino Zandegù                 |                   |                         |
| 1962                                 | Armando Baschirotto          |                   |                         |
| 1963                                 | Antonio Toniolli             |                   |                         |
| 1964                                 | Ezio Consolati               |                   |                         |
| 1965                                 | Sergio Micheletti            |                   |                         |
| 1966                                 | Giovanni Fasoli              |                   |                         |
| 1967                                 | Livio Filippi                |                   |                         |
| 1968                                 | Davide Boifava               |                   |                         |
| 1969                                 | Franco Baroni                |                   |                         |
| 1970                                 | Renato Marchetti             |                   |                         |
| 1971                                 | Gino Fochesato               |                   |                         |
| 1972                                 | Pietro Burgio                |                   |                         |
| La Bolghera                          |                              |                   |                         |
| 1991                                 | Stefano Sartori              | Mariano Piccoli   |                         |
| 1994                                 | Andrea Rossi                 |                   |                         |
| 1999                                 |                              |                   |                         |
| 2000                                 | Daniele Pietropolli          |                   |                         |
| 2001                                 | Bruno Bertolini              | Manuel Quinziato  |                         |
| 2002                                 | Daniele Ronzani              |                   |                         |
| 2003                                 | Cristian Bonfanti            |                   |                         |
| 2004                                 | Marco Marcato                |                   |                         |
| 2005                                 | Stefano Basso                |                   |                         |
| La Bolghera - Memorial Italo Garbari |                              |                   |                         |
| 2006                                 | Oscar Gatto                  | Federico Masiero  | Andrea Pinos            |
| 2007                                 | Simone Stortoni              | Francesco Ginanni | Luca Barla              |
| 2008                                 | Adrián Richeze               | Matteo Bontorin   | Daniel Oss              |
| 2009                                 | Sonny Colbrelli              | Mirko Tedeschi    | Matteo Trentin          |
| 2010                                 | Davide Gomirato              | Stefano Melegaro  | Diego Florio            |
| 2011                                 | Matteo Trentin               | Michele Simoni    | Davide Gomirato         |
| 2012                                 | Massimo Coledan              | Sjarhej Papok     | Marco Mazzetto          |
| 2013                                 | Gianluca Leonardi            | Federico Zurlo    | Andrea Dal Col          |
| 2014                                 | Simone Velasco               | Eugert Zhupa      | Mirko Casali            |
| 2015                                 | Mirko Trosino                | Vincenzo Albanese | Marco Corrà             |
| 2016                                 | Marco Corrà                  | Mirco Sartori     | Cristian Raileanu       |
| 2017                                 | Riccardo Lucca               | Marco Murgano     | Michele Battistella     |
| 2018                                 | Gianluca Milani              | Stefano Ippolito  | Lorenzo Visintainer     |
| 2019                                 | Filippo Tagliani             | Attilio Viviani   | Luca Coati              |
| 2020                                 | non disputata                |                   |                         |
| 2021                                 | Giulio Masotto               | Marcos Méndez     | Federico Iacomoni       |
| 2022                                 | Luca Cretti                  | Magnus Henneberg  | Giuseppe Aquila         |
| 2023                                 | Edoardo Zamperini            | Simone Buda       | Nicolás Gómez Jaramillo |
| 2024                                 | non disputata                |                   |                         |